# Encyclopedia of Popular Music
La Encyclopedia of Popular Music (en català, Enciclopèdia de la Música Popular) és una enciclopèdia que té com a objectiu la recopilació d'informació que cobreix gèneres i períodes musicals de la música popular des del 1900 fins avui dia. La primera edició va ser creada el 1989 per Colin Larkin. És l'equivalent de l'"home modern" del Grove Dictionary of Music que Larkin descriu en termes poc afalagadors.

## Edicions
- Guinness Encyclopedia Of Popular Music (1st Edition, 4 Vols), Guinness Publishing 1992, ed. Larkin Colin.
- Guinness Encyclopedia Of Popular Music (2nd Edition, 6 Vols), Guinness Publishing 1995 (UK), ed. Larkin, Colin.
- The Encyclopedia Of Popular Music (3rd Edition, 8 vols), Macmillan (UK/USA) 1999, ed. Larkin, Colin.
- The Encyclopedia Of Popular Music (4th Edition 10 vols), Oxford University Press (UK/USA) 2006, ed. Larkin, Colin.

### Edicions concises
- Guinness Encyclopedia Of Popular Music Concise Edition, Guinness Publishing 1993, ed. Larkin, Colin.
- The Virgin Encyclopedia Of Popular Music, Concise Edition, Virgin Books (UK), 1997, ed. Larkin, Colin.
- The Virgin Encyclopedia Of Popular Music, Concise (3rd Edition), Virgin Books (UK), 1999, ed. Larkin, Colin.
- The Virgin Encyclopedia Of Popular Music, Concise (4th Edition), Virgin Books (UK), 2002, ed. Larkin, Colin.
- The Encyclopedia of Popular Music: Concise (5th Edition), Omnibus Press 2007, ed. Larkin, Colin

## Derivacions
- Larkin, Colin. The Virgin Encyclopedia of Jazz. Rev Upd.  Virgin Books, 2004, p. 1024. ISBN 1852271833.